# 伊薩貝納河

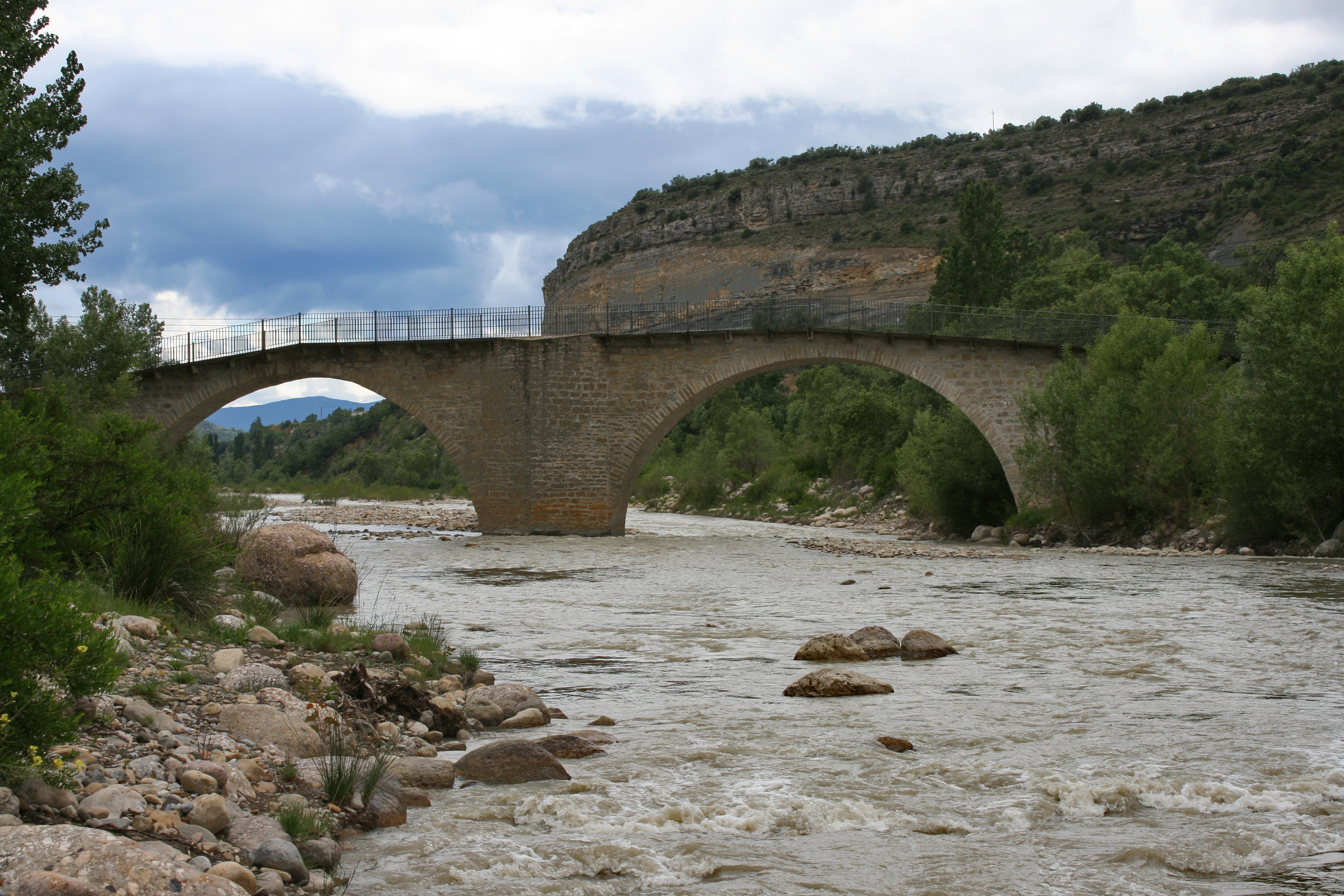
伊薩貝納河

伊薩貝納河（西班牙語：Río Isábena）是西班牙的河流，屬於埃塞拉河的支流，源頭在海拔高度2,400米的地方，流經圖爾邦山和西斯山脈，最終注入埃布羅河。
42°11′N 0°20′E / 42.183°N 0.333°E